# Élections législatives de 1997 dans l'Aube
Les élections législatives françaises de 1997 se déroulent le 25 mai et le 1er juin 1997. Dans le département de l'Aube, trois députés sont à élire dans le cadre de trois circonscriptions.

## Élus
| Circonscription | Député sortant                             | Parti | Parti    | Député élu ou réélu | Parti | Parti    |
| --------------- | ------------------------------------------ | ----- | -------- | ------------------- | ----- | -------- |
| 1re             | Pierre Micaux                              |       | UDF (AD) | Pierre Micaux       |       | UDF (AD) |
| 2e              | Robert Galley                              |       | RPR      | Robert Galley       |       | RPR      |
| 3e              | Gérard Menuel suppléant de François Baroin |       | RPR      | François Baroin     |       | RPR      |

## Résultats

### Résultats à l'échelle du département
| Parti          | Parti                              | Premier tour | Premier tour | Second tour | Second tour | Sièges |
| Parti          | Parti                              | Voix         | %            | Voix        | %           | Sièges |
| -------------- | ---------------------------------- | ------------ | ------------ | ----------- | ----------- | ------ |
|                | Rassemblement pour la République   | 24 852       | 20,22        | 45 243      | 36,51       | 2      |
|                | Union pour la démocratie française | 14 501       | 11,80        | 17 003      | 13,72       | 1      |
|                | Parti radical                      | 3 080        | 2,51         |             |             | 0      |
|                | La Droite indépendante             | 2 116        | 1,72         | 0           |             |        |
|                | Divers droite                      | 1 575        | 1,28         | 0           |             |        |
|                | Droite parlementaire               | 46 124       | 37,53        | 62 246      | 50,23       | 3      |
|                |                                    |              |              |             |             |        |
|                | Parti socialiste                   | 25 748       | 20,95        | 35 041      | 28,28       | 0      |
|                | Parti communiste français          | 9 709        | 7,90         |             |             | 0      |
|                | Les Verts                          | 4 076        | 3,32         | 0           |             |        |
|                | Parti radical-socialiste           | 3 157        | 2,57         | 0           |             |        |
|                | Gauche plurielle                   | 42 690       | 34,74        | 35 041      | 28,28       | 0      |
|                |                                    |              |              |             |             |        |
|                | Front national                     | 24 864       | 20,23        | 26 639      | 21,50       | 0      |
|                | Lutte ouvrière                     | 3 820        | 3,11         |             |             | 0      |
|                | Divers écologiste dont MÉI et GÉ   | 3 538        | 2,88         | 0           |             |        |
|                | Divers                             | 1 848        | 1,50         | 0           |             |        |
|                |                                    |              |              |             |             |        |
| Inscrits       | Inscrits                           | 189 093      | 100,00       | 189 063     | 100,00      | 3      |
| Abstentions    | Abstentions                        | 59 877       | 31,67        | 53 038      | 28,05       |        |
| Votants        | Votants                            | 129 216      | 68,33        | 136 025     | 71,95       |        |
| Blancs et nuls | Blancs et nuls                     | 6 332        | 4,9          | 12 099      | 8,89        |        |
| Exprimés       | Exprimés                           | 122 884      | 95,1         | 123 926     | 91,11       |        |

### Résultats par circonscription

#### Première circonscription (Troyes - Bar-sur-Aube)
| Candidat       | Candidat                    | Parti          | Premier tour | Premier tour | Second tour | Second tour |  |
| Candidat       | Candidat                    | Parti          | Voix         | %            | Voix        | %           |  |
| -------------- | --------------------------- | -------------- | ------------ | ------------ | ----------- | ----------- |  |
|                | Pierre Micaux sortant réélu | UDF (AD)       | 9 037        | 25,61        | 17 003      | 43,86       |  |
|                | Marc Bret                   | PS             | 7 936        | 22,49        | 15 112      | 38,98       |  |
|                | Bruno Subtil                | FN             | 7 102        | 20,13        | 6 655       | 17,17       |  |
|                | Jacky Morin                 | PRV            | 3 080        | 8,73         |             |             |  |
|                | Anna Zajac                  | PCF            | 2 099        | 5,95         |             |             |  |
|                | Pierre Pescarolo            | CPNT           | 1 848        | 5,24         |             |             |  |
|                | Monique Bonhomme            | LO             | 1 143        | 3,24         |             |             |  |
|                | André Veltin                | LDI (MPF)      | 1 028        | 2,91         |             |             |  |
|                | Anne Fretey                 | Les Verts      | 880          | 2,49         |             |             |  |
|                | Helena Jeantelot            | GÉ             | 673          | 1,91         |             |             |  |
|                | Rachel Menissier            | MÉI            | 459          | 1,3          |             |             |  |
|                |                             |                |              |              |             |             |  |
| Inscrits       | Inscrits                    | Inscrits       | 53 628       | 100,00       | 53 623      | 100,00      |  |
| Abstentions    | Abstentions                 | Abstentions    | 16 355       | 30,5         | 13 305      | 24,81       |  |
| Votants        | Votants                     | Votants        | 37 273       | 69,5         | 40 318      | 75,19       |  |
| Blancs et nuls | Blancs et nuls              | Blancs et nuls | 1 988        | 5,33         | 1 548       | 3,84        |  |
| Exprimés       | Exprimés                    | Exprimés       | 35 285       | 94,67        | 38 770      | 96,16       |  |

#### Deuxième circonscription (Troyes - Bar-sur-Seine)
| Candidat       | Candidat                    | Parti          | Premier tour | Premier tour | Second tour | Second tour |  |
| Candidat       | Candidat                    | Parti          | Voix         | %            | Voix        | %           |  |
| -------------- | --------------------------- | -------------- | ------------ | ------------ | ----------- | ----------- |  |
|                | Yves Fournier               | PS             | 10 249       | 23,82        | 19 929      | 41,85       |  |
|                | Robert Galley sortant réélu | RPR            | 9 703        | 22,55        | 20 110      | 42,23       |  |
|                | Marc Malarmey               | FN             | 8 732        | 20,29        | 7 581       | 15,92       |  |
|                | Alain Deroin                | UDF (PR)       | 5 464        | 12,7         |             |             |  |
|                | Jean-Pierre Cornevin        | PCF            | 3 124        | 7,26         |             |             |  |
|                | Marc Thillerot              | Les Verts      | 1 791        | 4,16         |             |             |  |
|                | Raymond Karl                | Divers droite  | 1 575        | 3,66         |             |             |  |
|                | Annie Cousin                | LO             | 1 376        | 3,2          |             |             |  |
|                | Claudette Cella             | MÉI            | 1 012        | 2,35         |             |             |  |
|                |                             |                |              |              |             |             |  |
| Inscrits       | Inscrits                    | Inscrits       | 66 503       | 100,00       | 66 498      | 100,00      |  |
| Abstentions    | Abstentions                 | Abstentions    | 21 182       | 31,85        | 17 017      | 25,59       |  |
| Votants        | Votants                     | Votants        | 45 321       | 68,15        | 49 481      | 74,41       |  |
| Blancs et nuls | Blancs et nuls              | Blancs et nuls | 2 295        | 5,06         | 1 861       | 3,76        |  |
| Exprimés       | Exprimés                    | Exprimés       | 43 026       | 94,94        | 47 620      | 96,24       |  |

#### Troisième circonscription (Nogent-sur-Seine)
| Candidat       | Candidat                      | Parti          | Premier tour | Premier tour | Second tour | Second tour |  |
| Candidat       | Candidat                      | Parti          | Voix         | %            | Voix        | %           |  |
| -------------- | ----------------------------- | -------------- | ------------ | ------------ | ----------- | ----------- |  |
|                | François Baroin sortant réélu | RPR            | 15 149       | 33,99        | 25 133      | 66,96       |  |
|                | Jean-Pierre Constant          | FN             | 9 030        | 20,26        | 12 403      | 33,04       |  |
|                | Chantal Dujancourt            | PS             | 7 563        | 16,97        |             |             |  |
|                | Pierre Mathieu                | PCF            | 4 486        | 10,06        |             |             |  |
|                | Michel Cartelet               | PRG            | 3 157        | 7,08         |             |             |  |
|                | Philippe Billet               | Les Verts      | 1 405        | 3,15         |             |             |  |
|                | Pierre Bissey                 | LO             | 1 301        | 2,92         |             |             |  |
|                | Anne-Marie Goussard           | LDI (MPF)      | 1 088        | 2,44         |             |             |  |
|                | Maurice Bernardié             | GÉ             | 837          | 1,88         |             |             |  |
|                | Dominique Ménissier           | MÉI            | 557          | 1,25         |             |             |  |
|                |                               |                |              |              |             |             |  |
| Inscrits       | Inscrits                      | Inscrits       | 68 962       | 100,00       | 68 942      | 100,00      |  |
| Abstentions    | Abstentions                   | Abstentions    | 22 340       | 32,39        | 22 716      | 32,95       |  |
| Votants        | Votants                       | Votants        | 46 622       | 67,61        | 46 226      | 67,05       |  |
| Blancs et nuls | Blancs et nuls                | Blancs et nuls | 2 049        | 4,39         | 8 690       | 18,8        |  |
| Exprimés       | Exprimés                      | Exprimés       | 44 573       | 95,61        | 37 536      | 81,2        |  |